# Tironische Noten

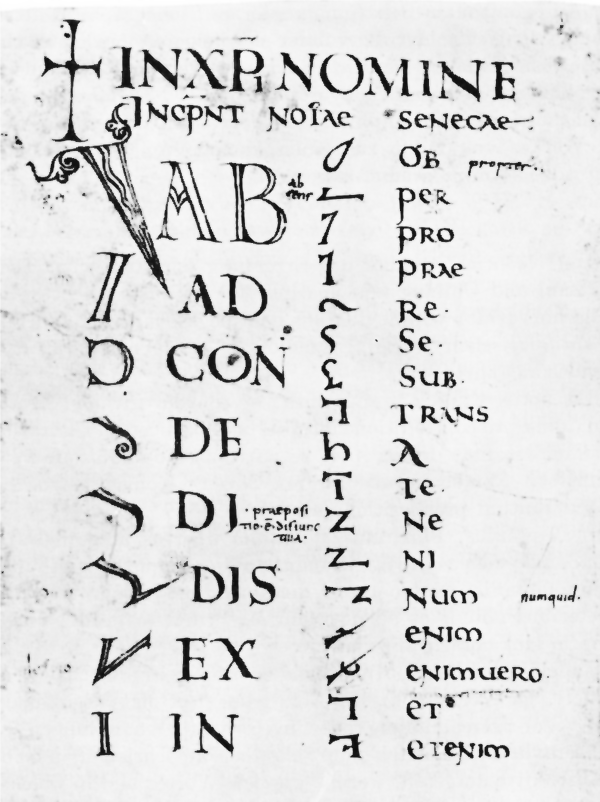
Liste tironischer Noten im Codex Casselanus, 8. Jahrhundert

Die Tironischen Noten sind ein römisches Kurzschriftsystem, das im ersten vorchristlichen Jahrhundert von Marcus Tullius Tiro, dem Privatsekretär Ciceros, zum Mitschreiben von Reden und Gerichtsverhandlungen entwickelt wurde und rund 4.000 Zeichen umfasste.
Das Zeichensystem besteht aus stark reduzierten Kapital-, teils aus Kursivbuchstaben. Die groß geschriebenen Hauptzeichen (Wortzeichen) stehen für ein ganzes Wort und werden ergänzt durch kleine Beizeichen (Auxiliar, titulus), die die Flexionsendungen ausdrücken.

## Geschichte

### Antike

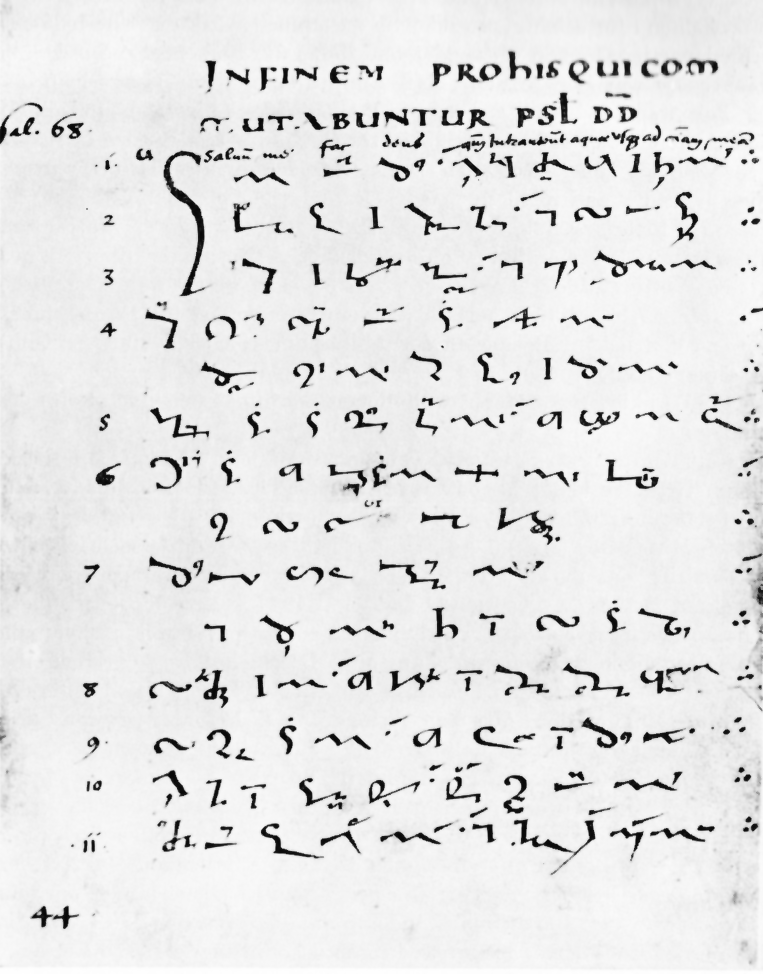
Psalm 68 in tironischer Schrift, Manuskript aus dem 9. Jahrhundert

Tiro unterrichtete jugendliche Senatoren in seinen Noten, und diese zeichneten damit am 5. Dezember 63 v. Chr. die Anklagerede gegen Catilina nach dem Verfahren der Schreibrunde auf.
Die tironischen Noten waren in der Antike wichtiger Bestandteil der Schreibausbildung. Bis zum Ende des römischen Reiches hatte sich der Zeichenschatz mehr als verdoppelt. In den Commentarii Notarum Tironianarum, der im 5. Jahrhundert entstandenen Sammlung der tironischen Noten, die im Mittelalter die Hauptquelle ihrer Kenntnis bildete, sind 13.000 Zeichen zu finden.

### Mittelalter
Im Frankenreich wurden die tironischen Noten insbesondere von den Urkundenschreibern der fränkischen Herrscher verwendet. Karl der Große forderte wohl in der Admonitio generalis von 789, dass die tironischen Noten in den Schulen studiert werden sollen. Im Original der Libri Carolini, dem Gutachten, das Karl als Antwort auf die Frage der Bilderverehrung in Byzanz verfassen ließ, befinden sich am Rand tironische Noten mit den Bekräftigungen des Kaisers. Karolingische Gelehrte lernten in den Schulen tironische Noten und benutzen sie auch für Kommentare oder Glossierungen in Handschriften. Eine solche Verwendung kann man beispielsweise im Vergilius Turonensis finden, einer Handschrift aus dem 2. Viertel des 9. Jahrhunderts. Manuskripte mit tironischen Noten werden ab dem 10. Jahrhundert selten. Einzelne Zeichen sind in den allgemeinen Schatz der Abkürzungen übergegangen, die hauptsächlich zur Raumersparnis verwendet wurden. Für den Alltagsgebrauch waren die Noten zu schwierig und umfangreich. Bekannt sind über 10.000 unterschiedliche Noten. In Deutschland sind aus dem hohen und späten Mittelalter besonders wenige Spuren ihrer Verwendung belegt.
Im Mittelalter wurden die tironischen Noten zum Korrigieren, Exzerpieren und Kommentieren von Handschriften verwendet. Einige Tironische Noten wurden bis ins 17. Jahrhundert in ganz Westeuropa verwendet.

### Erforschung
Im 19. und in der ersten Hälfte des 20. Jahrhunderts wurden die tironischen Noten insbesondere von Wilhelm Schmitz, Maurice Jusselin,
Arthur Mentz
und Michael Tangl
erforscht.

## Tironisches Et

### Verwendung

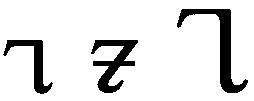
Glyphen für das tironische Et

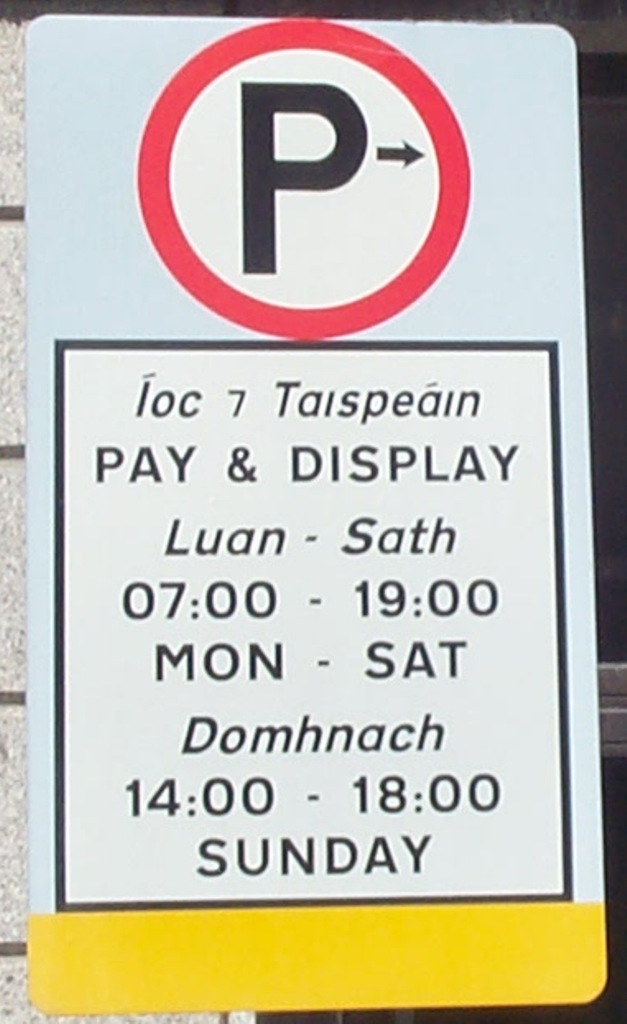
„Pay and display“-Zeichen (Íoc agus Taispeáin) in Dublin mit dem tironischen Et für das irische agus („und“).

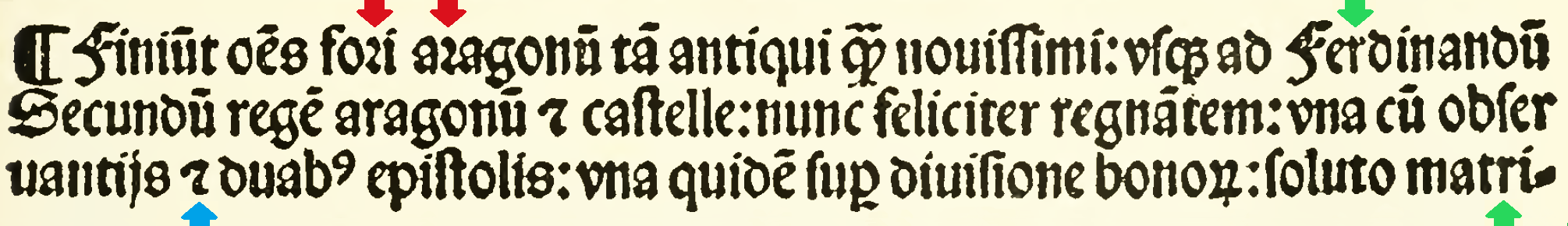
Spanischer Druck von 1496 mit verschiedenen Glyphen für rundes r (rot markiert) und tironisches Et (blau markiert). Die Zeichen sind gut unterscheidbar. (Grün: „normales“ r.)

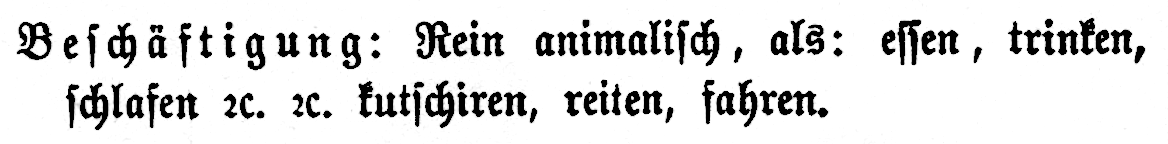
Die Abkürzung ⁊c. (= etc.). Für das ⁊ wird hier ein rundes r verwendet. In: Fliegende Blätter Band 1 (1845), S. 168.

Das tironische Et ist ein Kürzel für lateinisch et (deutsch „und“). Als einzige tironische Note wird dieses ⁊ heute noch verwendet, und zwar im Irischen und Schottisch-Gälischen statt „&“ (siehe zweites Bild rechts).
Im deutschen Fraktursatz wurde das tironische Et weit bis in das 19. Jahrhundert in der Abkürzung ⁊c. (= etc.) verwendet. Das runde r der gebrochenen Schriften ähnelt dem ⁊ in einigen Schriftarten, in anderen Schriftarten dagegen weniger (vgl. erstes Bild unten). Beim Fehlen von ⁊ in einem Schriftsatz wurde das runde r häufig als Ersatz für ⁊ verwendet (siehe zweites Bild unten). In der Folge wird das tironische Et gelegentlich mit einem runden r verwechselt.

### Normen
Unicode: U+204A tironian sign et im Block Allgemeine Interpunktion.
Die Tastatur-Norm ISO/IEC 9995-3:2010 spezifiziert für die Eingabe des tironischen Et die Tastenkombination, die sich auf der deutschen Tastaturbelegung als Gruppenumschaltung ⇨ gefolgt von ^ darstellt. Damit besteht diese Eingabemöglichkeit auch in der deutschen Tastaturbelegung T3 nach der deutschen Norm DIN 2137-1:2012-06. Mit der seit 2018 in DIN 2137 genormten Tastaturbelegung E1 wird das Zeichen als  – & (Alt Gr+f) – (⇧+6) eingegeben.

### Beispiele

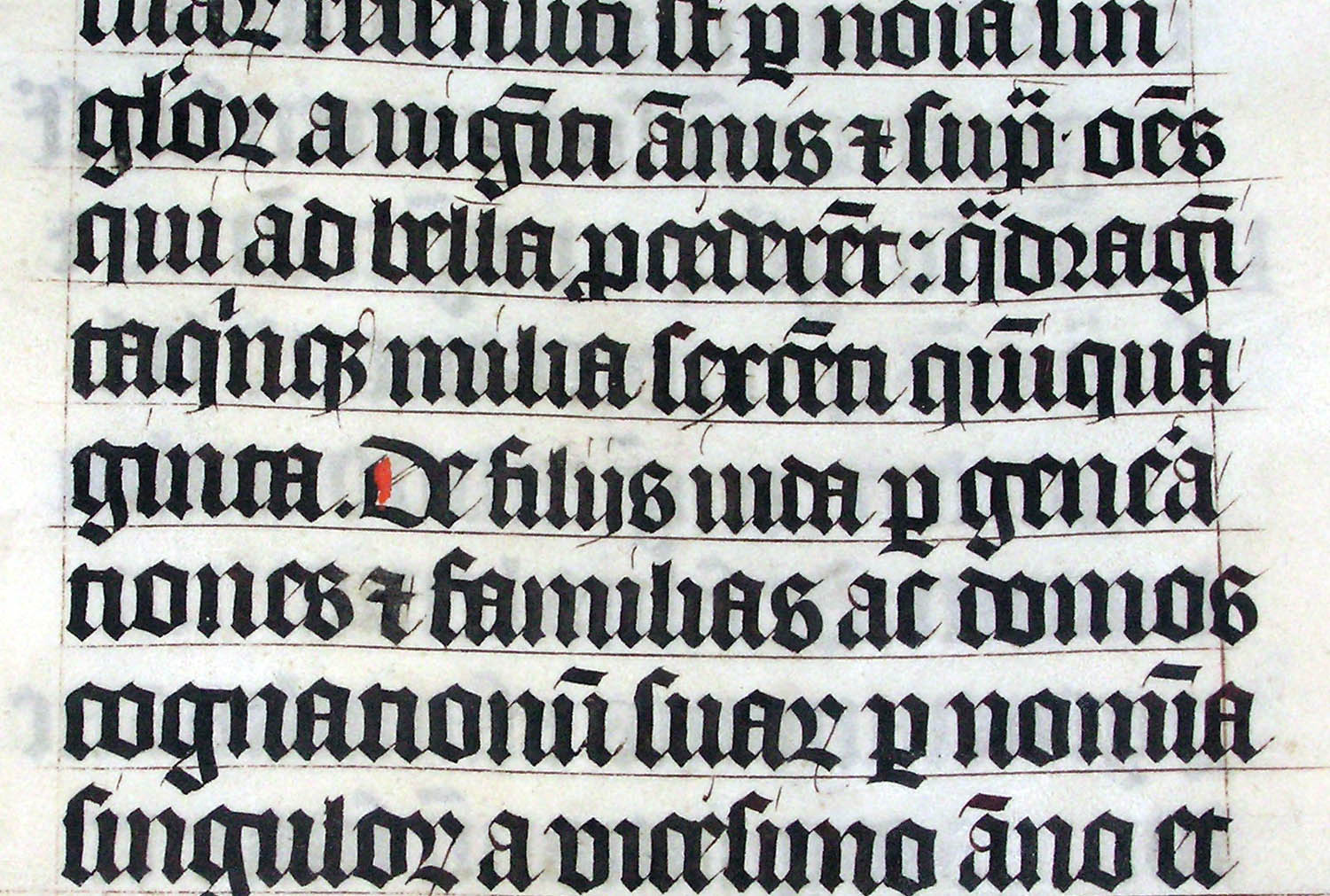
Tironisches Et in einer lateinischen Bibelhandschrift (Gerard Brils, Belgien), 1407
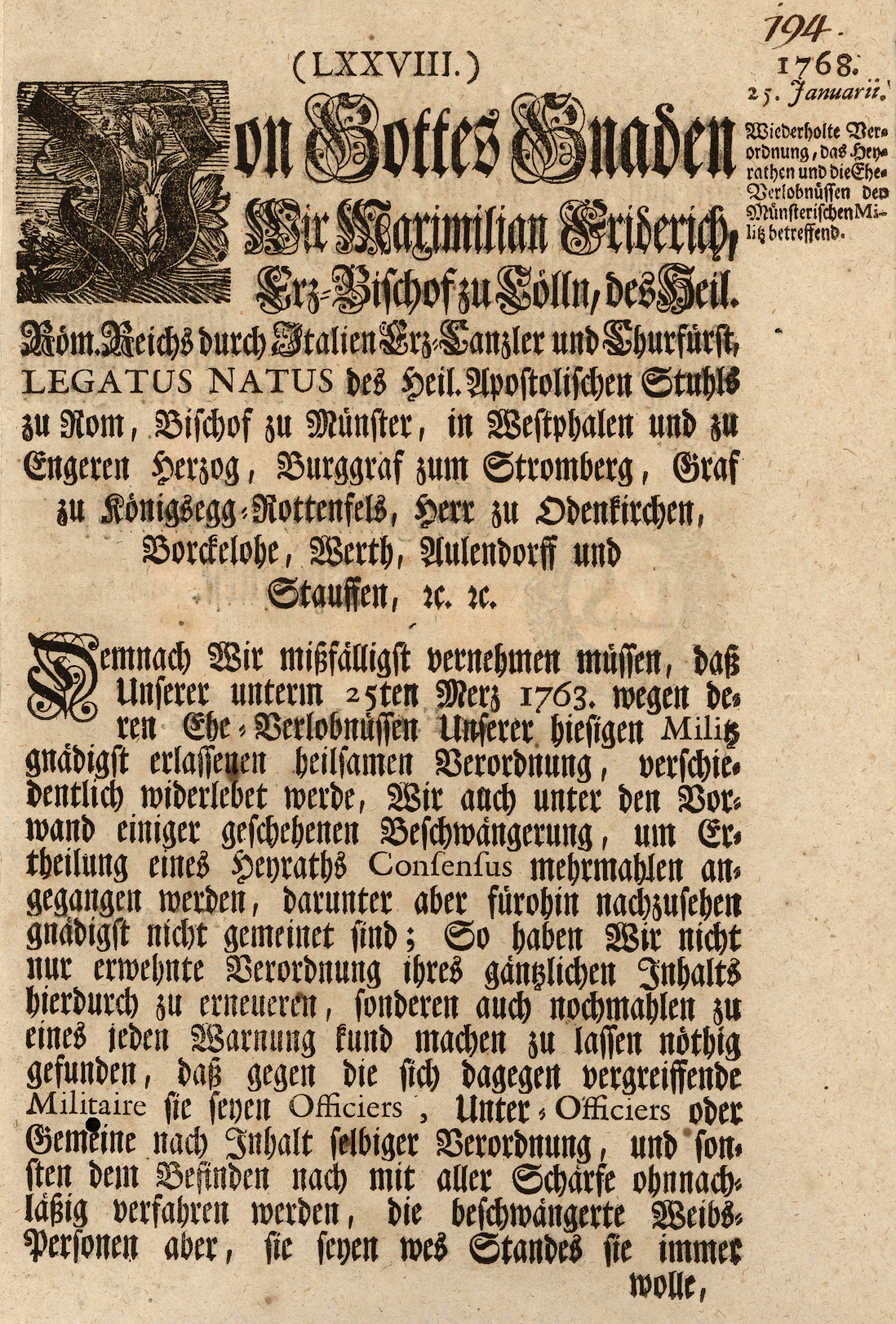
Tironisches Et in der Abkürzung etc. am Ende der Adelstitelliste. Deutscher Druck, 1768
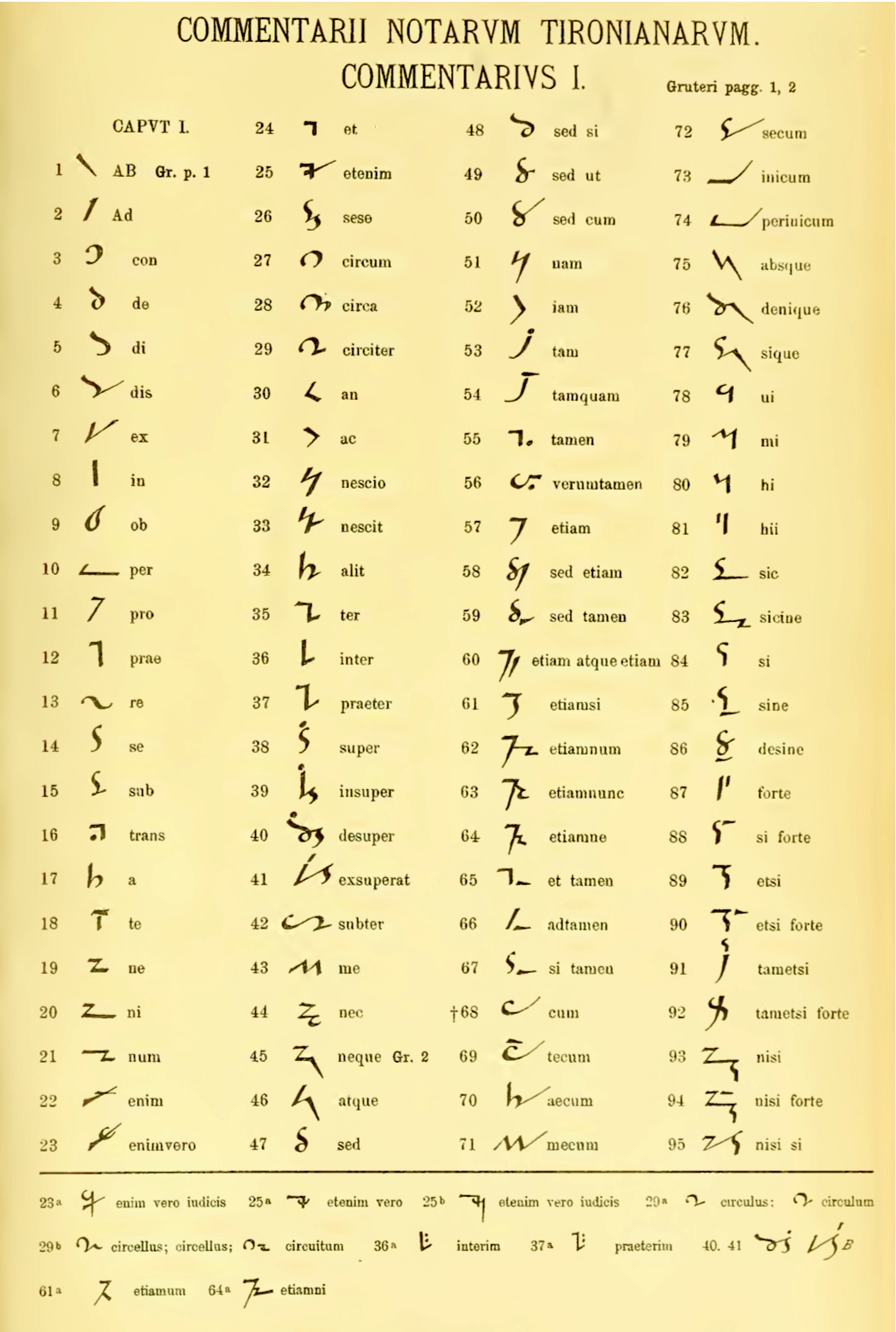
Tironische Noten